# Eyes of Wakanda
Eyes of Wakanda is een Amerikaanse geanimeerde superheldenserie gemaakt door Todd Harris en geproduceerd door Marvel Studios voor de streamingdienst Disney+. De serie speelt zich af in het Marvel Cinematic Universe (MCU) en is gebaseerd op de geschiedenis van Wakanda uit de Black Panther-films.

## Verhaal
De animatieserie volgt de Hatut Zaraze, Wakandaanse krijgers, die gevaarlijke missies uitvoeren over de hele wereld om vibranium-artefacten uit de geschiedenis te bemachtigen.

## Stemverdeling
| Acteur / actrice      | Personage                    |
| --------------------- | ---------------------------- |
| Winnie Harlow         | Noni                         |
| Cress Williams        | Nkati / Lion                 |
| Larry Herron          | B'kai / Memnon               |
| Adam Gold             | Achilles                     |
| Jacques Colimon       | Basha                        |
| Jona Xiao             | Jorani / Iron Fist           |
| Zeke Alton            | Tafari                       |
| Steve Toussaint       | Kuda                         |
| Lynn Whitfield        | Oudere Noni                  |
| Patricia Belcher      | Akeya                        |
| Isaac Robinson-Smith  | Ebo                          |
| Gary Anthony Williams | Rakim                        |
| Anika Noni Rose       | Black Panther                |
| Jason Konopisos       | Ferro                        |
| Kiff Vandenheuvel     | Odysseus, Nicos              |
| Yerman Gur            | Paris                        |
| Joanna Kalafatis      | Helen of Troy                |
| Debra Wilson          | Dora Milaje generaal         |
| Henri Lubatti         | Lion Guard 1                 |
| Pej Vahdat            | Lion Guard 2                 |
| Gabriel Burrafato     | Italiaanse soldaat           |
| Walles Hamonde        | bewaker 1 / Lion Guard 3     |
| Kesha Monk            | indringers computer          |
| Cedric L. Williams    | Deck agent                   |
| Charles Fathy         | bewaker 2, Lion Guard 4      |
| Shondalia White       | technicus                    |
| Nick Shakoour         | bewaker 1, Trojan Commandant |
| Christie Bahna        | Lion Guard 5, jonge vrouw    |
| Ozioma Akagha         | beheerder                    |
| Katiana Sarkissian    | Amazon boogschieter          |
| Stephanie Hayes       | schildmeisje                 |
| Shadon Meredith       | Samoan krijger               |
| Brent Mukai           | Ronin zwaardvechter          |
| Aidan Bristow         | gevangene                    |

De overige stemmen worden ingesproken door: Terri Douglas, Michael Woodley, Kimberly Bailey, David Boat, Secunda Wood, Dave B. Mitchell, Michael Ralph, Fred Tatasciore, Isaac Robinson-Smith, Debra Wilson, Terry Maratos, Alexi Stavrou, Jim Pirri, Vic Chao, Aidan Bristow, David Chen, Rajia Baroudi, Stephen Fu, Karen Huie, Paul Kwo en Elena Evangelo. De personages Uatu the Watcher en Erik Killmonger maken een niet-sprekende cameo-verschijning in de animatieserie.

## Afleveringen
| Nr. | Titel               | Regisseur               | Schrijver(s)    | Releasedatum    |
| --- | ------------------- | ----------------------- | --------------- | --------------- |
| 1   | Into the Lion's Den | Todd Harris             | Geoffrey Thorne | 1 augustus 2025 |
| 2   | Legends and Lies    | John Fang               | Marc Bernardin  | 1 augustus 2025 |
| 3   | Lost and Found      | John Fang & Todd Harris | Marc Bernardin  | 1 augustus 2025 |
| 4   | The Last Panther    | Todd Harris             | Geoffrey Thorne | 1 augustus 2025 |